# Cabinet des Médailles

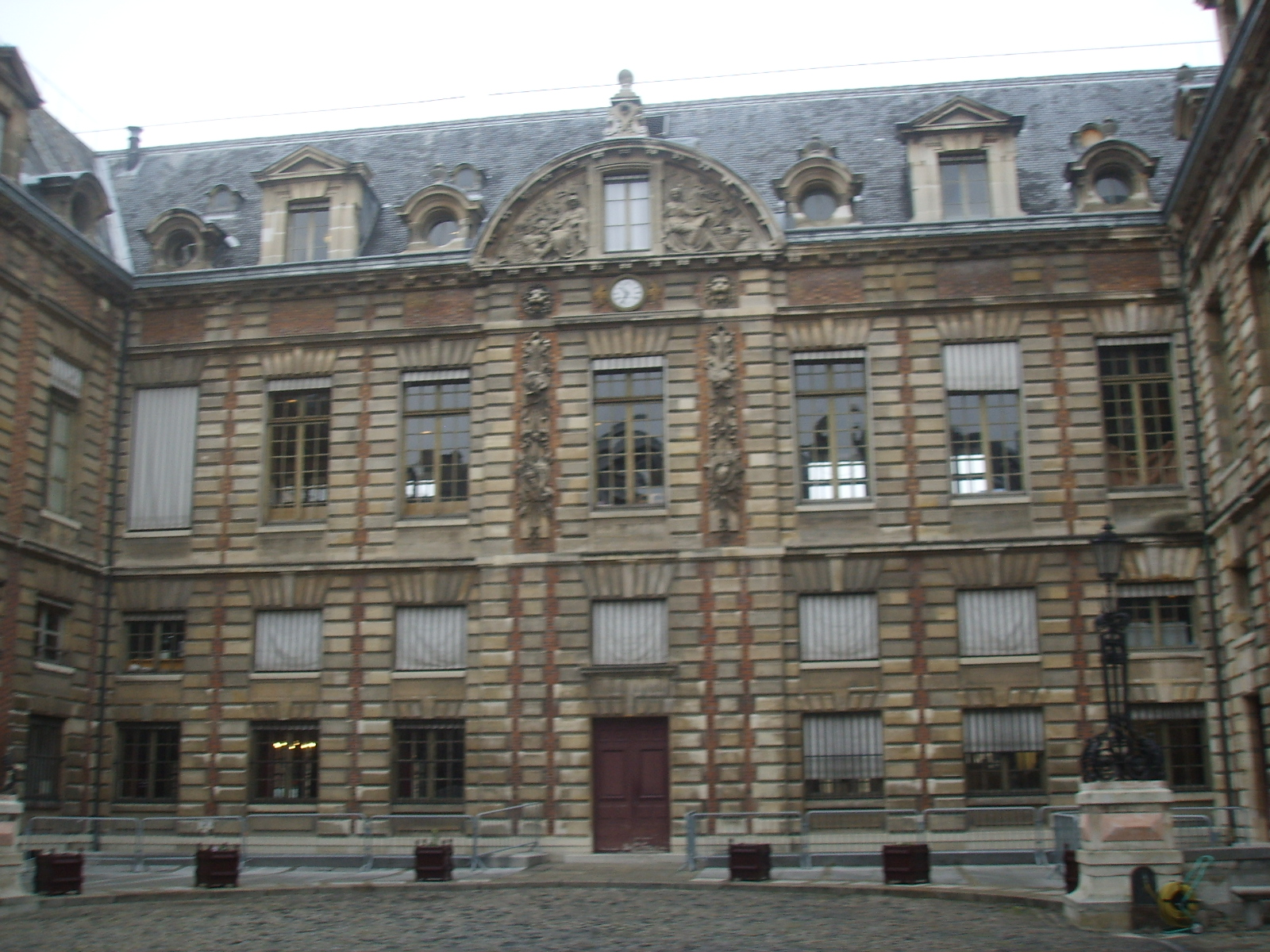
Trụ sở Thư viện quốc gia Pháp trên phố Richelieu, địa điểm của Cabinet des médailles

Cabinet des médailles, còn được gọi Cabinet de France và có tên chính thức Département des monnaies, médailles et antiques, là một ban thuộc Thư viện quốc gia Pháp, có nhiệm vụ lưu trữ, sưu tập tiền và huy hiệu cổ. Cabinet des médailles hiện nằm tại phố Richelieu, Quận 2 thành phố Paris.

## Lịch sử
Cabinet des médailles xuất phát từ bộ sưu tập của các vị vua Pháp. Từ thời Trung Cổ, Philippe Auguste, Jean le Bon hay Charles V đã tập hợp những đồ vật quý hiếm, thuộc nhiều thể loại: các bản viết tay, đồ kim hoàn, đá khắc và các loại tiền cổ. Kể từ thời Henri IV, bộ sưu tập hoàng gia này trở thành bộ sưu tập của quốc gia. Với cương vị đó, Cabinet des médailles có thể được xem như bảo tàng cổ nhất nước Pháp.
Bộ sưu tập của Cabinet des medailles tăng mạnh mẽ dưới thời Louis XIV. Bên cạnh những hiện vật được thừa hưởng từ người chú Gaston d'Orléans, Louis XIV không ngừng mua lại ở nước ngoài, đôi khi cả một bộ sưu tập. Từ năm 1667, Cabinet des medailles nằm trong Thư viện quốc gia trên phố Vivienne. Đến thời Louis XIV, nhà vua quyết định cho chuyển về lâu đài Versailles.
Thế kỷ 18, Cabinet des medailles lại được đưa về Paris. Jules-Robert de Cotte cho thiết lập phòng lưu trữ mang tên Louis XV. Nhờ sự phát triển của khoa học khảo cổ, số lượng hiện vật tiếp tục tăng. Thời Cách mạng Pháp, Cabinet des médailles lại nhận thêm nhiều hiện vật giá trị, được mang về từ các nhà thờ Saint-Denis, Sainte-Chapelle hay những cơ sở tôn giáo khác. Sau Cách mạng, thế kỷ 19, bộ sưu tập thuộc về hoàng đế, được mang tên Cabinet de la Bibliothèque "impériale". Tiếp đó, Cabinet des médailles lại trở thành tài sản quốc gia và nhận tặng thêm nhiều hiện vật, trong đó có bộ sưu tập tiền cổ quan trọng của Công tước Luynes, năm 1862.
Đến năm 1917, Cabinet des médailles chuyển về phố Richelieu. Hiện nay, toàn bộ bộ sưu tập thuộc về Thư viện quốc gia Pháp với tên chính thức: Le département des Monnaies médailles et antiques.

## Bộ sưu tập
- 520.000 huy hiệu và tiền cổ
- 35.000 hiện vật khác như đá màu chạm nổi và chìm, bình Hy Lạp, đồ ngà voi Cổ Đại hoặc Trung Đại, đồ đồng, điêu khắc, bản khắc...

Bên cạnh đó còn nhiều tài liệu liên quan đến các hiện vật.